# Индекс автомобильных номеров Монголии
Номерные знаки транспортного средства Монголии состоят из четырёх цифр и трёх кириллических букв. Дизайн напоминает советский стандарт номерных знаков с 1980 по 1993 (ГОСТ 3207-77), у которых было четыре цифры и три буквы.
Монголия - последняя страна мира, полностью использующая в своем стандарте кириллицу.
Образец автомобильных номеров в Монголии до 2001
| Б 15 98 УБ |

С 2001 номера изменились — они должны теперь содержать национальный символ («Соёмбо») в красном, налево от чисел, и — между цифрами и буквами — овал с кодом государства (MNG) [1].
Первые две буквы от трёхбуквенного являются кодом области (аймака), в котором зарегистрировано транспортное средство:
| Код            | Аймак                |
| -------------- | -------------------- |
| АР             | Архангай             |
| БН             | Баянхонгор           |
| БӨ             | Баян-Улгий           |
| БР             | Багануур             |
| БУ             | Булган               |
| ГА             | Говь-Алтай           |
| ГС             | Говь-Сумбэр          |
| ДА             | Дархан-Уул           |
| ДГ             | Дорноговь            |
| ДО             | Дорнод               |
| ДУ             | Дундговь             |
| ЗА             | Завхан               |
| НА             | Налайх               |
| ОР             | Орхон                |
| ӨВ             | Уверхангай           |
| ӨМ             | Умнеговь             |
| СБ             | Сухэ-Батор (город)   |
| СҮ             | Сухэ-Батор           |
| СЭ             | Сэлэнгэ              |
| ТӨ             | Туве                 |
| УА, УБ, УН, УЕ | Улан-Батор           |
| УВ             | Увс                  |
| ХО             | Ховд                 |
| ХӨ             | Хувсгел              |
| ХЦ             | Пограничная служба   |
| ХЭ             | Хэнтий               |
| ЦА             | Министерство обороны |
| ЧО             | Чойбалсан            |
| ЭТ             | Эрдэнэт              |